# Губка Боб Квадратные Штаны (3 сезон)
Третий сезон «Губка Боб Квадратные Штаны» транслировался с 5 октября 2001 по 11 октября 2004. В России 3 сезон транслировался на Nickelodeon с 2 октября 2004 по 3 июля 2005. Он состоит из 20 эпизодов.

## Производство
20 сентября 2000 года мультсериал был продлён на третий сезон. Шоураннером и исполнительным продюсером сезона был Стивен Хилленберг.
В 2002 году после завершения производства третьего сезона Хилленберг и сотрудники мультсериала решили приостановить работу над проектом, чтобы сосредоточиться над фильмом «Губка Боб Квадратные Штаны». Во время «перерыва» «Nickelodeon» расширил программу для третьего сезона, чтобы покрыть задержку, однако, по словам ныне бывшего исполнительного директора «Nickelodeon» Эрика Коулмэна, «безусловно были задержка и накопившийся спрос». «Nickelodeon» объявил, что будет показано девять «пока ещё не вышедших в эфир» полных эпизодов.
Как только фильм был закончен, Хилленберг хотел завершить мультсериал, так как не хотел, чтобы он «прыгал через акулу», но желание Nickelodeon выпускать больше серий препятствовало этому. Поначалу Хилленберг даже сомневался, что канал продолжит мультсериал без него, считая, что «руководителям Nickelodeon очень важен его вклад». В итоге, Стивен ушёл с поста шоураннера сериала и назначил на эту должность Пола Тиббита, который ранее был сценаристом и художником раскадровки. Хилленберг считал Тиббита одним из своих любимых членов съёмочной группы шоу и «полностью доверял ему». Хилленберг перестал каждый день быть в студии, но он по-прежнему имел должность исполнительного продюсера, а также просматривал каждый эпизод и вносил свои предложения. В начале 2005 года Том Кенни, Билл Фагербакки и остальная команда подтвердили, что они завершили четыре новых эпизода для нового сезона.
Раскадровка делалась на студии «Nickelodeon Animation Studio» (Бербанк, штат Калифорния), а анимация — за границей, в студии «Rough Draft Studios» в Южной Корее. Раскадровку третьего сезона делали: Аарон Спрингер, К. Х. Гринблатт, Джей Лендер, Сэм Хэндерсон, Пол Тиббит, Кент Осборн, Марк О’Хэр, Уолт Дорн, Каз, Уильям Рейсс, Эрик Визе, Чак Клейн, Дэн Повенмайр, Калеб Мойрер, Карсон Куглер, Майк Рот, Хезер Мартинес и Зеус Цервас. Над анимацией работали: Том Ясуми, Фрэнк Вайсс, Эндрю Овертум и Шон Демпси.
Главным сценаристом третьего сезона была Мерриуизер Уильямс. Над сценариями также работали Марк О’Хэйр и Кент Осборн, в частности: Аарон Спрингер, К. Х. Гринблатт, Джей Лендер, Сэм Хэндерсон, Пол Тиббит, Уолт Дорн, Каз и Джо Лисс.

## Серии
| № общий | № в сезоне | Название                                                                | Художник                  | Автор сценария                                        | Дата премьеры в США Nickelodeon | Дата премьеры в России Nickelodeon Россия | Произв. код |
| --- | ---------- | ----------------------------------------------------------------------- | ------------------------- | ----------------------------------------------------- | ------------------------------- | ----------------------------------------- | ----------- |
| 41a | 1a         | «Чужие водоросли всегда зеленее» «The Algae’s Always Greener»           | Фрэнк Вайсс               | Аарон Спрингер, К. Х. Гринблатт и Мерриуизер Уильямс  | 22 марта 2002                   | 2 октября 2004                            | 5572-188    |
| Планктон хочет заполучить формулу крабсбургера и меняется жизнями с мистером Крабсом, чтобы посмотреть, каково это. Но все проблемы мистера Крабса сваливаются на него. |            |                                                                         |                           |                                                       |                                 |                                           |             |
| 41b | 1b         | «Спанч Боб – спасатель» «SpongeGuard on Duty»                           | Шон Демпси                | Джей Лендер, Сэм Хендерсон и Марк О’Хэр               | 22 марта 2002                   | 2 октября 2004                            | 5572-187    |
| Губка Боб говорит лобстеру Ларри, что он — спасатель, и Ларри предлагает ему подежурить на вышке, хотя Губка Боб не умеет плавать. |            |                                                                         |                           |                                                       |                                 |                                           |             |
| 42a | 2a         | «Клуб „Спанч Боб“» «Club SpongeBob»                                     | Эндрю Овертум             | Уолт Дорн и Марк О’Хэр                                | 12 июля 2002                    | 3 октября 2004                            | 5572-192    |
| В клубе поклонников волшебной ракушки Губки Боба и Патрика нет места для Сквидварда. Буквально. Но Сквидвард вламывается к ним и случайно перекидывает дом клуба неизвестно куда. |            |                                                                         |                           |                                                       |                                 |                                           |             |
| 42b | 2b         | «Моя милая морская лошадка» «My Pretty Seahorse»                        | Том Ясуми                 | Кент Осборн и Пол Тиббит                              | 12 июля 2002                    | 3 октября 2004                            | 5572-193    |
| Губка Боб видит морскую лошадку, приручает её и называет её Загадкой. |            |                                                                         |                           |                                                       |                                 |                                           |             |
| 43a | 3a         | «Только один кусочек» «Just One Bite»                                   | Шон Демпси                | Джей Лендер, Сэм Хендерсон и Мерриуизер Уильямс       | 5 октября 2001                  | 9 октября 2004                            | 5572-194    |
| Губке Бобу становится известно, что Сквидвард никогда в жизни не ел крабсбургер. Тот утверждает, что ни за что не будет есть эту «гадость» и «радиоактивные отходы, которые он называет едой». Боб настойчиво пытается убедить его съесть хоть один кусочек.                                                          |            |                                                                         |                           |                                                       |                                 |                                           |             |
| 43b | 3b         | «Бычок» «The Bully»                                                     | Фрэнк Вайсс               | Аарон Спрингер, К. Х. Гринблатт и Мерриуизер Уильямс  | 5 октября 2001                  | 9 октября 2004                            | 5572-191    |
| В Школе управления катерами новый ученик — камбала Флэтс, который хочет поколотить Губку Боба. |            |                                                                         |                           |                                                       |                                 |                                           |             |
| 44a | 4a         | «Тошнотный бургер» «Nasty Patty»                                        | Том Ясуми                 | Пол Тиббит, Каз Прапуоленис и Марк О'Хэр              | 1 марта 2002                    | 10 октября 2004                           | 5572-195    |
| В «Красти Краб» приходит санитарный инспектор, и мистер Крабс думает, что он — просто мошенник, ищущий бесплатную еду, про которого сказали по радио. Подав ему тухлый крабсбургер, Губка Боб и Крабс думают, что убили его, и пытаются его похоронить.                                                               |            |                                                                         |                           |                                                       |                                 |                                           |             |
| 44b | 4b         | «Идиотская коробка» «Idiot Box»                                         | Эндрю Овертум             | Пол Тиббит, Кент Осборн и Мерриуизер Уильямс          | 1 марта 2002                    | 10 октября 2004                           | 5572-178    |
| Губка Боб и Патрик покупают телевизор, но берут с собой только коробку от него, в которой они могут использовать своё «воображение». Сквидвард слышит реалистичные звуки из коробки и не понимает, как Боб и Патрик это делают.                                                                                       |            |                                                                         |                           |                                                       |                                 |                                           |             |
| 45a | 5a         | «Морской герой и Прилипала 4» «Mermaid Man and Barnacle Boy IV»         | Фрэнк Вайсс               | Джей Лендер, Сэм Хендерсон и Мерриуизер Уильямс       | 21 января 2002                  | 16 октября 2004                           | 5572-177    |
| Когда Морской Супермен и Очкарик убегают из «Красти Крабс», они теряют свой уменьшающий пояс, который находит Губка Боб. В результате чего, жители Бикини Боттом становятся миниатюрными. |            |                                                                         |                           |                                                       |                                 |                                           |             |
| 45b | 5b         | «Тюрьма» «Doing Time»                                                   | Шон Демпси                | Аарон Спрингер, К. Х. Гринблатт и Мерриуизер Уильямс  | 21 января 2002                  | 16 октября 2004                           | 5572-186    |
| Миссис Пафф сажают в тюрьму из-за аварии, в которую попали они с Губкой Бобом. Губка Боб чувствует свою вину и пытается вызволить миссис Пафф из тюрьмы, однако она наслаждается отсутствием Губки Боба поблизости.                                                                                                   |            |                                                                         |                           |                                                       |                                 |                                           |             |
| 46a | 6a         | «Снежный ком» «Snowball Effect»                                         | Эндрю Овертум             | Пол Тиббит, Кент Осборн и Мерриуизер Уильямс          | 22 февраля 2002                 | 17 октября 2004                           | 5572-189    |
| К Бикини Боттом приплыл айсберг, что вызвало в городе снегопад. Губка Боб и Патрик начинают войну снежками, Сквидвард же считает это глупой детской забавой. |            |                                                                         |                           |                                                       |                                 |                                           |             |
| 46b | 6b         | «Клад для Крабса» «One Krabs Trash»                                     | Том Ясуми                 | Пол Тиббит, Кент Осборн и Марк О’Хэр                  | 22 февраля 2002                 | 17 октября 2004                           | 5572-184    |
| Мистер Крабс решил устроить небольшую распродажу и попробовать подзаработать на всяком хламе. Позже, продаёт редкую и ценную кепку, из которой можно пить, Губке Бобу за 10 долларов. Мистер Крабс радуется от того, как ему предлагают миллион долларов за эту кепку, и тот пытается забрать эту кепку у Губки Боба. |            |                                                                         |                           |                                                       |                                 |                                           |             |
| 47a | 7a         | «Как по телеку» «As Seen on TV»                                         | Фрэнк Вайсс               | Аарон Спрингер, К. Х. Гринблатт и Мерриуизер Уильямс  | 8 марта 2002                    | 23 октября 2004                           | 5572-172    |
| В Красти Краб снимают рекламу, и Губка Боб очень этим взволнован. Когда рекламу показывают по телевизору, Губка Боб видит себя и радуется, не считая, что его толком не показали. Он думает, что теперь люди начали узнавать его после этой рекламы.                                                                  |            |                                                                         |                           |                                                       |                                 |                                           |             |
| 47b | 7b         | «Мелочи не найдётся?» «Can You Spare a Dime?»                           | Шон Демпси                | Джей Лендер, Сэм Хендерсон и Мерриуизер Уильямс       | 8 марта 2002                    | 23 октября 2004                           | 5572-190    |
| Мистер Крабс обнаружил, что пропал его самый первый цент, который он заработал и обвинил в его пропаже Сквидварда. Разгневанный Сквидвард уволился из ресторана, и в конце концов стал бездомным бродягой. Губка Боб предлагает ему пожить у себя дома, став прислугой, пока Сквидвард не найдёт новую работу.        |            |                                                                         |                           |                                                       |                                 |                                           |             |
| 48a | 8a         | «Слабакам вход воспрещён» «No Weenies Allowed»                          | Эндрю Овертум             | Пол Тиббит, Кент Осборн и Мерриуизер Уильямс          | 15 марта 2002                   | 24 октября 2004                           | 5572-200    |
| Губка Боб хочет попасть в Бойцовский клуб, самый крутой клуб для моряков на просторах семи морей. Но охранник говорит ему, что он — слабак, и предлагает отправиться кафе для слабаков. |            |                                                                         |                           |                                                       |                                 |                                           |             |
| 48b | 8b         | «Сквильям возвращается» «Squilliam Returns»                             | Марк О’Хэр                | Сэм Хендерсон, Джей Лендер и Марк О’Хэр               | 15 марта 2002                   | 24 октября 2004                           | 5572-199    |
| На своём обеденном перерыве Сквидвард встречает своего давнего конкурента Сквильяма Фэнсисона. Сквидвард говорит, что у него свой шикарный ресторан. Сквидвард просит Губку Боба, Патрика(вмешался не в свои дела), и Мистера Крабса помочь ему поставить соперника на место.                                         |            |                                                                         |                           |                                                       |                                 |                                           |             |
| 49a | 9a         | «Крабсборг» «Krab Borg»                                                 | Том Ясуми                 | Пол Тиббит, Кент Осборн и Марк О’Хэр                  | 29 марта 2002                   | 30 октября 2004                           | 5572-197    |
| Губка Боб смотрит фильм ужасов про роботов, после чего ему кажется, что вокруг полно роботов. На следующий день Губка Боб принимает мистера Крабса за робота, и предупреждает об этом Сквидварда. |            |                                                                         |                           |                                                       |                                 |                                           |             |
| 49b | 9b         | «Прощай, двустворчатый моллюск» «Rock-a-Bye Bivalve»                    | Шон Демпси                | Джей Лендер, Сэм Хендерсон и Марк О’Хэр               | 29 марта 2002                   | 30 октября 2004                           | 5572-203    |
| Губка Боб и Патрик находят маленького морского гребешка и становятся его родителями. Однако, все заботы сваливаются на Боба, в то время, как Патрик уходит "на работу". |            |                                                                         |                           |                                                       |                                 |                                           |             |
| 50a | 10a        | «Маляры» «Wet Painters»                                                 | Фрэнк Вайсс               | К. Х. Гринблатт, Каз Прапуоленис и Марк О’Хэр         | 10 мая 2002                     | 31 октября 2004                           | 5572-202    |
| Губка Боб и Патрик должны покрасить дом мистера Крабса изнутри несмываемой краской, не закрасив ничего лишнего. В противном случае из Губки Боба и Патрика он сделает чучела и подвесит над камином. |            |                                                                         |                           |                                                       |                                 |                                           |             |
| 50b | 10b        | «Видеокурс для сотрудников „Красти Краба“» «Krusty Krab Training Video» | Фрэнк Вэйсс               | Аарон Спрингер, К. Х. Гринблатт и Кент Осборн         | 10 мая 2002                     | 31 октября 2004                           | 5572-198    |
| Тренировочный рассказ для сотрудников «Красти Краб», показывающий, что там за работа, и как туда наняться. |            |                                                                         |                           |                                                       |                                 |                                           |             |
| 51 | 11         | «Хлопот полные штаны» «Party Pooper Pants»                              | Эндрю Овертум             | Пол Тиббит, Кент Осборн и Марк О’Хэр                  | 17 мая 2002                     | 1 мая 2005                                | 5572-204    |
| Губка Боб решает устроить вечеринку и приглашает всех. Он всем надоедает своим расписанием, прописанным до минуты, но случайно выходит из дома и не может попасть обратно. |            |                                                                         |                           |                                                       |                                 |                                           |             |
| 52a | 12a        | «Шоколад с орешками» «Chocolate with Nuts»                              | Эндрю Овертум             | Пол Тиббит, Каз Прапуоленис и Кент Осборн             | 1 июня 2002                     | 8 мая 2005                                | 5572-196    |
| Губка Боб случайно находят журнал «Сладкая жизнь» и тоже хотят «сладкой жизни». Они с Патриком решают продавать шоколадки, но их продукция не пользуется успехом. |            |                                                                         |                           |                                                       |                                 |                                           |             |
| 52b | 12b        | «Морской герой и Юнга 5» «Mermaid Man and Barnacle Boy V»               | Фрэнк Вайсс               | К. Х. Гринблатт, Каз Прапуоленис и Мерриуизер Уильямс | 1 июня 2002                     | 8 мая 2005                                | 5572-219    |
| С Очкариком обращаются, как с малышом, и он решает перейти на тёмную сторону к Грязному Пузырю и Морскому Злодею. Их команда творит зло по всему городку Бикини Боттом. Губка Боб, Патрик, Сквидвард, Сэнди и Морской Супермен объединяются для того, чтобы вернуть Очкарика обратно.                                 |            |                                                                         |                           |                                                       |                                 |                                           |             |
| 53a | 13a        | «Морская звезда — новенький» «New Student Starfish»                     | Том Ясуми                 | Пол Тиббит, Кент Осборн и Марк О’Хэр                  | 20 сентября 2002                | 15 мая 2005                               | 5572-201    |
| Патрик начинает учиться в школе миссис Пафф вместе с Губкой Бобом. Губку Боба наказывают из-за Патрика, и друзья ссорятся. |            |                                                                         |                           |                                                       |                                 |                                           |             |
| 53b | 13b        | «Моллюски» «Clams»                                                      | Шон Демпси                | Джей Лендер, Сэм Хендерсон и Марк О’Хэр               | 20 сентября 2002                | 15 мая 2005                               | 5572-207    |
| Мистер Крабс зарабатывает свой миллионный доллар, и в награду своим рабочим он берёт их на рыбалку в грязную лагуну ловить моллюсков, но потом гигантский моллюск съедает доллар Крабса. И мистер Крабс не отпускает Губку Боба и Сквидварда домой, заставляя их вернуть этот доллар.                                 |            |                                                                         |                           |                                                       |                                 |                                           |             |
| 54 | 14         | «До нашей эры» «Ugh»                                                    | Эндрю Овертум             | Пол Тиббит и Кент Осборн                              | 5 марта 2004                    | 22 мая 2005                               | 5572-208    |
| Древние предки Губки Боба, Патрика и Сквидварда — Губка Гар, Патар и Сквог — открывают огонь. |            |                                                                         |                           |                                                       |                                 |                                           |             |
| 55a | 15a        | «Большие улиточные гонки» «The Great Snail Race»                        | Эндрю Овертум             | Пол Тиббит, Кент Осборн и Мерриуизер Уильямс          | 24 января 2003                  | 29 мая 2005                               | 5572-216    |
| Сквидвард заводит улитку по имени Снэлли и начинает готовиться к большим улиточным гонкам. Губка Боб с Патриком узнают об этом и, желая победить его, тоже принимают участие в гонках. |            |                                                                         |                           |                                                       |                                 |                                           |             |
| 55b | 15b        | «Ракообразное средних лет» «Mid-Life Crustacean»                        | Фрэнк Вайсс               | К. Х. Гринблатт, Каз Прапуоленис и Марк О’Хэр         | 24 января 2003                  | 29 мая 2005                               | 5572-210    |
| Мистер Крабс из-за своего кризиса среднего возраста проводит вечер с Губкой Бобом и Патриком, чтобы стать «крутым». |            |                                                                         |                           |                                                       |                                 |                                           |             |
| 56a | 16a        | «Второе рождение Крабса» «Born Again Krabs»                             | Том Ясуми                 | Пол Тиббит, Кент Осборн и Мерриуизер Уильямс          | 4 октября 2003                  | 5 июня 2005                               | 5572-213    |
| Мистер Крабс оказывается в госпитале с отравлением, съев испорченный крабсбургер, который он пытался продать. В палату врывается Летучий Голландец и говорит, что заберёт душу Крабса, если он не станет щедрым. |            |                                                                         |                           |                                                       |                                 |                                           |             |
| 56b | 16b        | «Несчастный случай» «I Had an Accident»                                 | Фрэнк Вайсс               | К. Х. Гринблатт, Каз Прапуоленис и Мерриуизер Уильямс | 4 октября 2003                  | 5 июня 2005                               | 5572-214    |
| Губка Боб катается на песчаной горе, срывается в пропасть и сильно повреждает свой зад. После этого Губка Боб целый день сидит дома, чтобы не подвергать свой зад опасности. Сэнди и Патрик тщетно пытаются убедить его выйти из дома.                                                                                |            |                                                                         |                           |                                                       |                                 |                                           |             |
| 57a | 17a        | «Крабби Ленд» «Krabby Land»                                             | Эндрю Овертум             | Пол Тиббит, Кент Осборн и Марк О’Хэр                  | 3 апреля 2004                   | 12 июня 2005                              | 5572-212    |
| Мистер Крабс строит очень плохую игровую площадку для детей, и им она совсем не нравится. Губке Бобу приходится причинять себе боль, чтобы насмешить их. |            |                                                                         |                           |                                                       |                                 |                                           |             |
| 57b | 17b        | «Поход» «The Camping Episode»                                           | Шон Демпси                | Джей Лендер, Сэм Хендерсон и Мерриуизер Уильямс       | 3 апреля 2004                   | 12 июня 2005                              | 5572-215    |
| Губка Боб и Патрик отправляются в поход всего в паре шагов от дома, и Сквидвард нехотя присоединяется к ним. |            |                                                                         |                           |                                                       |                                 |                                           |             |
| 58a | 18a        | «В поисках себя» «Missing Identity»                                     | Том Ясуми                 | Пол Тиббит, Кент Осборн и Мерриуизер Уильямс          | 19 января 2004                  | 19 июня 2005                              | 5572-209    |
| Губка Боб рассказывает историю о том, что он теряет табличку со своим именем и сходит с ума. |            |                                                                         |                           |                                                       |                                 |                                           |             |
| 58b | 18b        | «Армия Планктона» «Plankton’s Army»                                     | Шон Демпси                | Джей Лендер, Сэм Хендерсон и Мерриуизер Уильямс       | 19 января 2004                  | 19 июня 2005                              | 5572-211    |
| Планктон понимает, что одному ему не получить формулу крабсбургера, и собирает всю свою родню. |            |                                                                         |                           |                                                       |                                 |                                           |             |
| 59 | 19         | «Летающая губка» «The Sponge Who Could Fly»                             | Эндрю Овертум и Том Ясуми | Пол Тиббит, Кент Осборн и Мерриуизер Уильямс          | 21 марта 2003                   | 26 июня 2005                              | 5572-217    |
| Губка Боб пытается найти способ летать, чтобы быть рядом с медузами. |            |                                                                         |                           |                                                       |                                 |                                           |             |
| 60a | 20a        | «Спанч Боб и маньяк-душитель» «SpongeBob Meets the Strangler»           | Том Ясуми                 | Пол Тиббит, Кент Осборн и К. Х. Гринблатт             | 11 октября 2004                 | 3 июля 2005                               | 5572-221    |
| Во время очищения стоянки от мусора Губка Боб сдаёт маньяка Таттлтала Стрэнглера в полицию и нанимает телохранителем самого Стрэнглера. Стрэнглер очень хочет отомстить Губке Бобу и хочет его задушить, но его планам всё время мешают посторонние люди.                                                             |            |                                                                         |                           |                                                       |                                 |                                           |             |
| 60b | 20b        | «Море приколов» «Pranks a Lot»                                          | Эндрю Овертум             | Пол Тиббит, Кент Осборн и Мерриуизер Уильямс          | 11 октября 2004                 | 3 июля 2005                               | 5572-218    |
| Губка Боб и Патрик покупают спрей-невидимку в магазине приколов и становятся «привидениями» Бикини Боттом. Новоявленные привидения без одежды, от души веселясь, терроризируют горожан. |            |                                                                         |                           |                                                       |                                 |                                           |             |